# Бедеро Валкувија
Бедеро Валкувија (итал. Bedero Valcuvia) је насеље у Италији у округу Варезе, региону Ломбардија.
Према процени из 2011. у насељу је живело 664 становника. Насеље се налази на надморској висини од 490 м.

## Становништво
| 1931. | 1936. | 1951. | 1961. | 1971. | 1981. | 1991. | 2001. | 2011. |
| ----- | ----- | ----- | ----- | ----- | ----- | ----- | ----- | ----- |
| 462   | 404   | 400   | 380   | 392   | 398   | 504   | 602   | 667   |